# 三水铝石

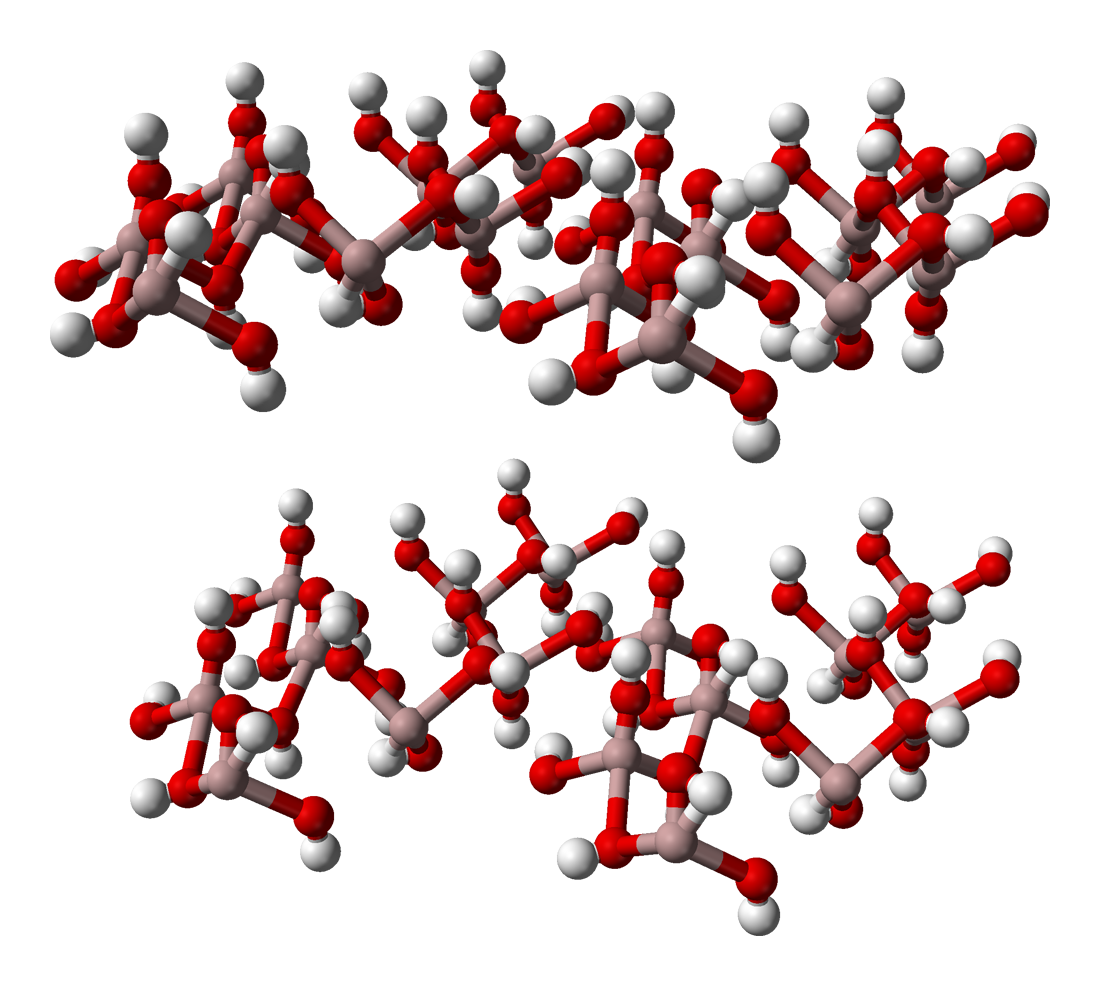
Ball-and-stick model of the part of the crystal structure of gibbsite

三水铝石，Al(OH)3，是氢氧化铝的矿物形式之一。 它通常是 γ-Al(OH)3 : 2（但有时为 α-Al(OH)3。）。它有时也被称为水铝矿。
三水铝石是铝的重要矿石，因为它是构成岩石铝土矿的三个主要相之一。
三水铝石具有三个命名的结构多晶型或多型：三羟铝石（通常为 α-Al(OH)3， : 2 但有时为 β-Al(OH)3),  doyleite 和 nordstrandite。 三水铝石可以是单斜或三斜的，而三羟铝石是单斜的。: 13 Doyleite 和 nordstrandite 是三斜的。:13

## 结构
三水铝石的结构很有趣，类似于云母的基本结构。基本结构形成连接的八面体的堆叠片。每个八面体由一个铝离子与六个氢氧根键合组成，每个氢氧根基团由两个铝八面体共享。 三分之一的潜在八面体空间缺少中央铝。结果是中性片：铝为+3价的离子，氢氧根为–1价的离子，每六个氢氧化物一个铝的净阳离子电荷为 (+3)/6 = +1/2，同样净阴离子电荷每两个铝原子一个氢氧化物的数量是 (-1)/2 = -1/2。三水铝石片上没有电荷意味着没有电荷将离子保留在片之间并充当“胶水”将片保持在一起。这些片材仅通过弱残留键结合在一起，这使之成为非常柔软且易于裂解的矿物。
三水铝石的结构与水镁石、Mg(OH)2的结构密切相关。 然而，与三水铝石的铝（Al3+）相比，水镁石的镁（Mg2+）中的较低电荷不需要三分之一的八面体没有中心离子以保持中性层。三水铝石和水镁石的不同对称性是由于层的堆叠方式不同。
三水铝石层在某种程度上形成了矿物刚玉、Al2O3 的“平面图”。 刚玉的基本结构与三水铝石相同，只是氢氧根被氧取代。由于氧的电荷为-2，这些层不是电中性的，并且要求它们必须与初始层上方和下方的其他铝结合，从而产生框架结构，即刚玉结构。
三水铝石之所以有趣还有另一个原因，因为它经常作为其他矿物结构的一部分被发现。中性氢氧化铝片夹在重要粘土组的硅酸盐片之间：伊利石、高岭石和蒙脱石/蒙脱石组。 单独的氢氧化铝层与单独的三水铝石层相同，被称为“三水铝石层”。
三水铝石的晶格参数取决于用于测量或计算它们的特定方法，因此显示为以下范围。已有文献报道了0.484或0.494 nm的Al-Al层间距。
| 晶系      | 单位晶格分子数（Z） | 晶格参数（nm） | 晶格参数（nm） | 晶格参数（nm） | 格角 (°) | 格角 (°)  | 格角 (°) |
| 晶系      | 单位晶格分子数（Z） | a              | b              | c              | α        | β         | γ        |
| --------- | ------------------- | -------------- | -------------- | -------------- | -------- | --------- | -------- |
| 单斜      | 4                   | 0.850-0.868    | 0.487-0.508    | 0.922-0.974    | 90       | 92.8-94.5 | 90       |
| 三斜 : 13 | 16                  | 1.733          | 1.008          | 0.973          | 94.2     | 92.1      | 90.0     |

## 矿物学性质
| α     | β     | γ     |
| ----- | ----- | ----- |
| 1.568 | 1.568 | 1.587 |

## 词源
三水铝矿以 George Gibbs（1776–1833），美国矿物收藏家 的名字命名。

## 进一步阅读
- Hurlbut, Cornelius S.; Klein, Cornelis, 1985, Manual of Mineralogy, 20th ed., ISBN 0-471-80580-7